# Bois-Mermet
Pour les articles homonymes, voir Mermet.
Le Bois-Mermet est une forêt située au nord de Lausanne dans le canton de Vaud, en Suisse.
Il est situé entre les quartiers des Bossons/Blécherette à l'ouest et de Borde/Bellevaux à l'est. Le bois est traversé par une rivière, le Petit Flon, qui prend ensuite le nom de Louve. Le Bois-Mermet a donné son nom au pénitencier de la ville de Lausanne, situé à son orée ouest.